# Tamdhu
Tamdhu est une distillerie de whisky du Speyside située dans la ville de Knockando dans le Banffshire en Écosse.
La distillerie a été créée en 1897 par un groupe d’assembleurs voulant se lancer dans la production de leur propre whisky. Elle passa rapidement aux mains de Highland Distillers. L’histoire de la distillerie fut assez tranquille, sans changement de propriétaires mais marquée tout de même par une longue mise en sommeil entre 1927 et 1947.
Sa capacité de production fut triplée entre 1972 et 1975. La distillerie possède aujourd’hui 3 wash stills et 3 spirit stills. Sa production annuelle d’alcool pur est de 4 millions de litres.
Contrairement à ses voisines écossaises la distillerie n’a pas de toit en forme de pagode au-dessus de ses fours à malt. C’est une des dernières distilleries à toujours malter la totalité de son orge sur place selon le procédé mécanique saladin.
Le whisky de Tamdhu est quasiment totalement utilisé pour la production de blends tels The Famous Grouse, J&B et Cutty Sark. Tamdhu commercialise un single malt sans mention d’âge. Les autres singles malt sont commercialisés par des embouteilleurs indépendants.

## Les whiskies
- Tamdhu 40 %
- Tamdhu 18 ans 43 %
- Tamdhu 25 ans 43 %
- Gordon & Macphail :Tamdhu 8 ans Macphail's Collection 40 %
- Signatory Vintage : Tamdhu 1994 (11 ans) Cask Strength Collection 61 %. Une version très onctueuse et savoureuse embouteillée au degré naturel.